# La Compañía (Chile)
La Compañía es una localidad chilena perteneciente a la comuna de Graneros, provincia de Cachapoal, en la región de O'Higgins. Está situada a 10 km al norte de la ciudad de Rancagua, y contaba con una población de 1084 habitantes en 2017. En la localidad se ubica la Iglesia de la Compañía, la cual fue construida en el año 1758 por la orden jesuita.

## Transportes
Para acceder a La Compañía se pueden tomar dos rutas; la primera es por la Ruta Travesía (ex Ruta 5 Sur), tanto desde el norte o bien desde el sur del país. La segunda alternativa es por la Ruta H-15, que conecta la localidad con la comuna de Codegua y con la ciudad de Rancagua. Hay recorridos de buses que conectan a La Compañía con la ciudad de Graneros.

## Tradiciones

### Festividad de la Virgen de La Compañía
Todos los años, el 8 de diciembre, se realiza la fiesta de la Inmaculada Concepción de la Virgen. La festividad atrae a miles de fieles, tanto de la misma localidad como de otras localidades de la región, que van a agradecer a la Virgen por los favores, o mandas concedidos.

## Educación
Existe una escuela de carácter municipal, la Escuela Villa La Compañía.